# Liberty Stadium
El Liberty Stadium és un estadi de futbol i rugbi de Swansea (Gal·les). L'estadi té una capacitat de 20.532 espectadors i és el tercer estadi més gran de Gal·les després del Millennium Stadium i del Cardiff City Stadium. És també la seu del Swansea City i del Ospreys Rugby. També és el primer estadi de la Premier League a Gal·les. És l'estadi més petit de la Premier League després del Loftus Road.

## Galeria d'imatges

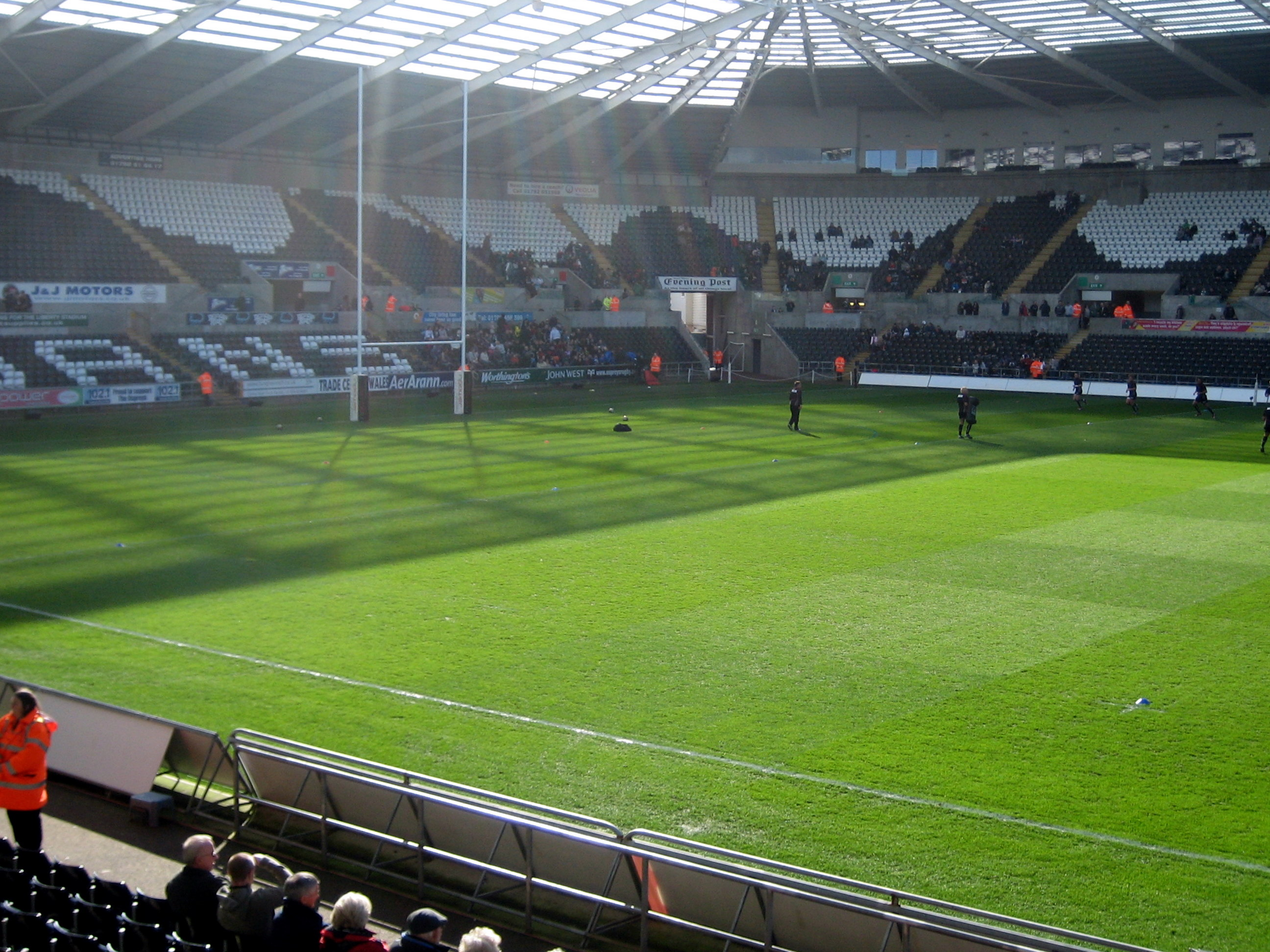
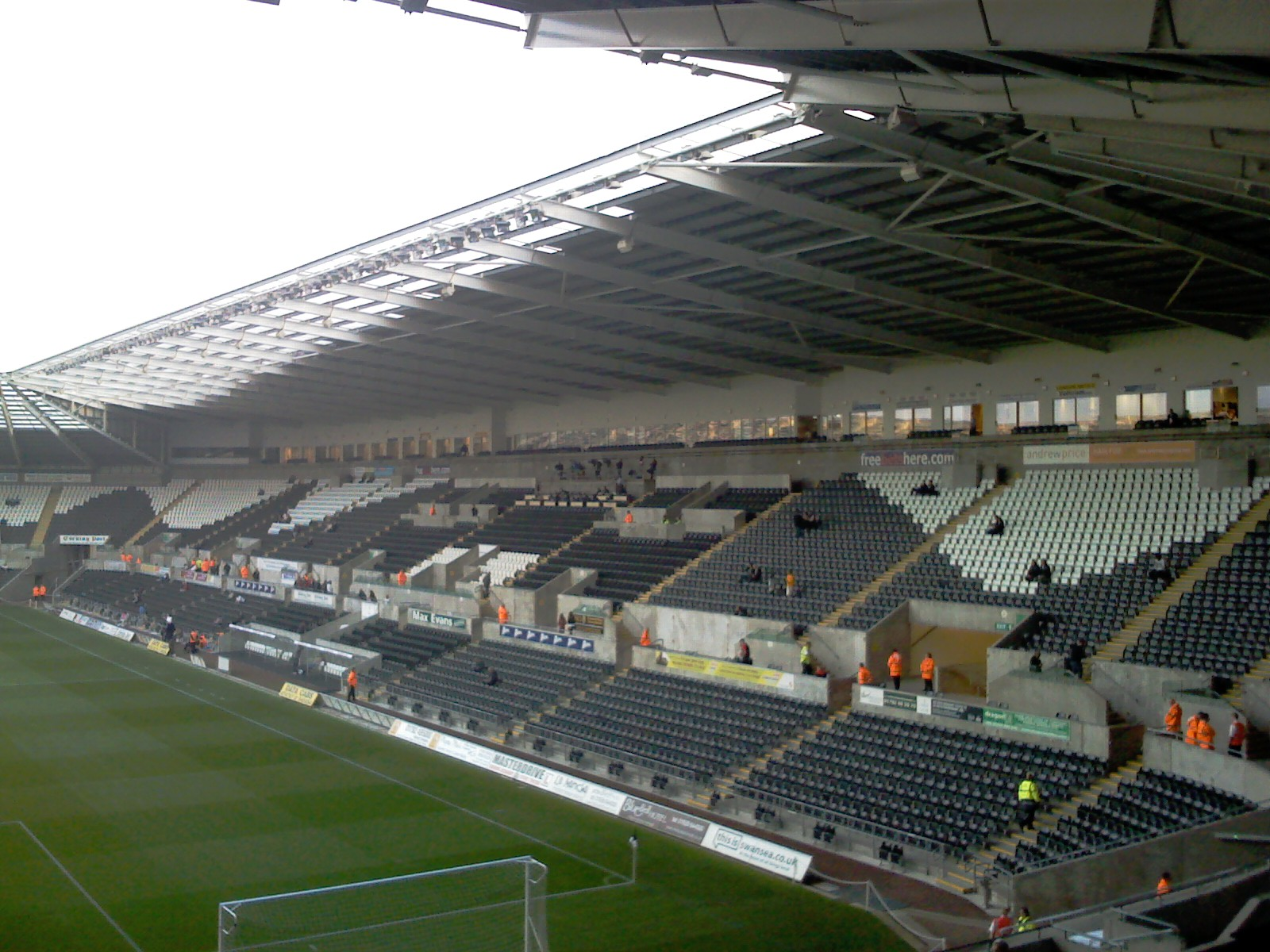
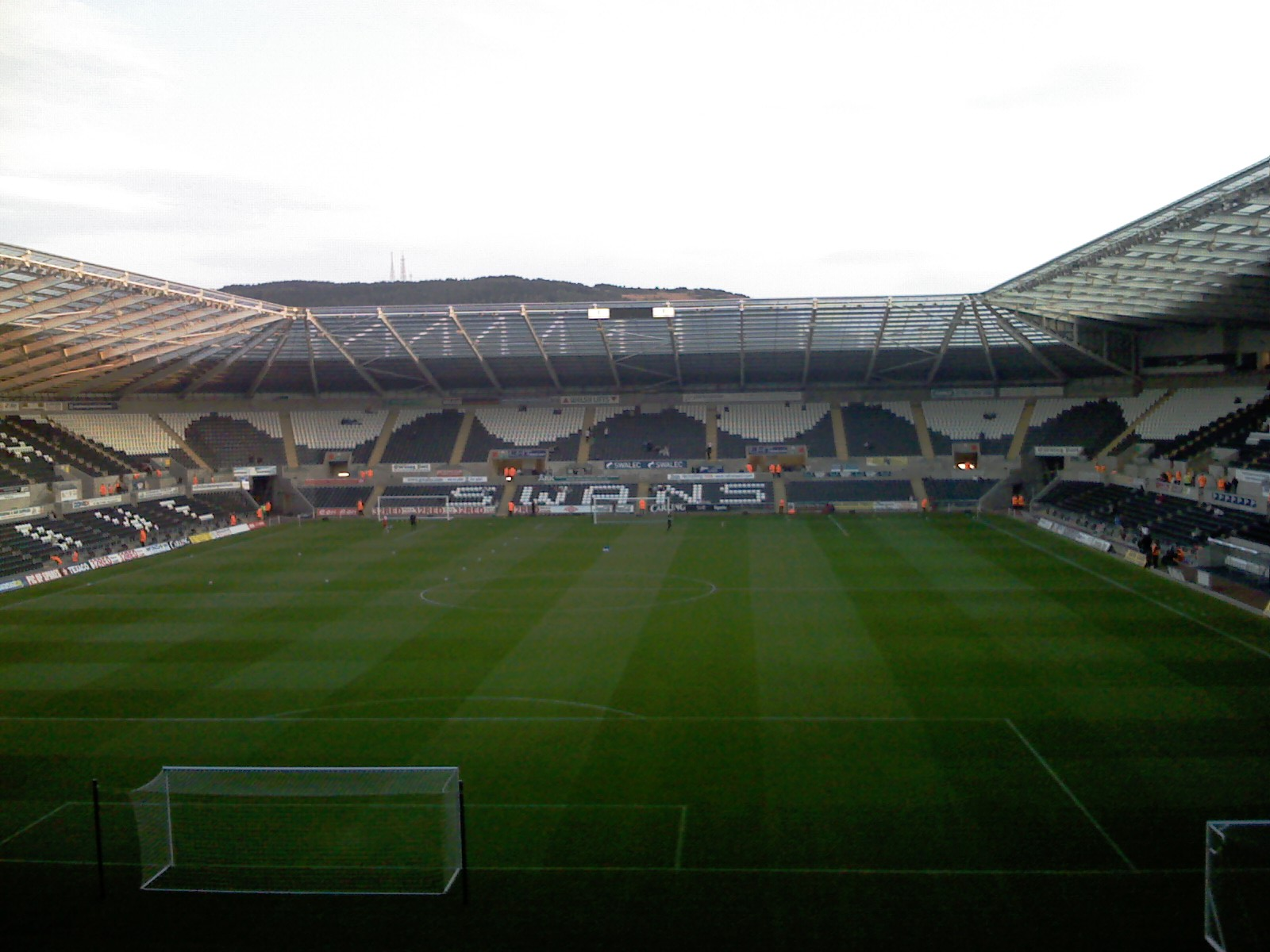
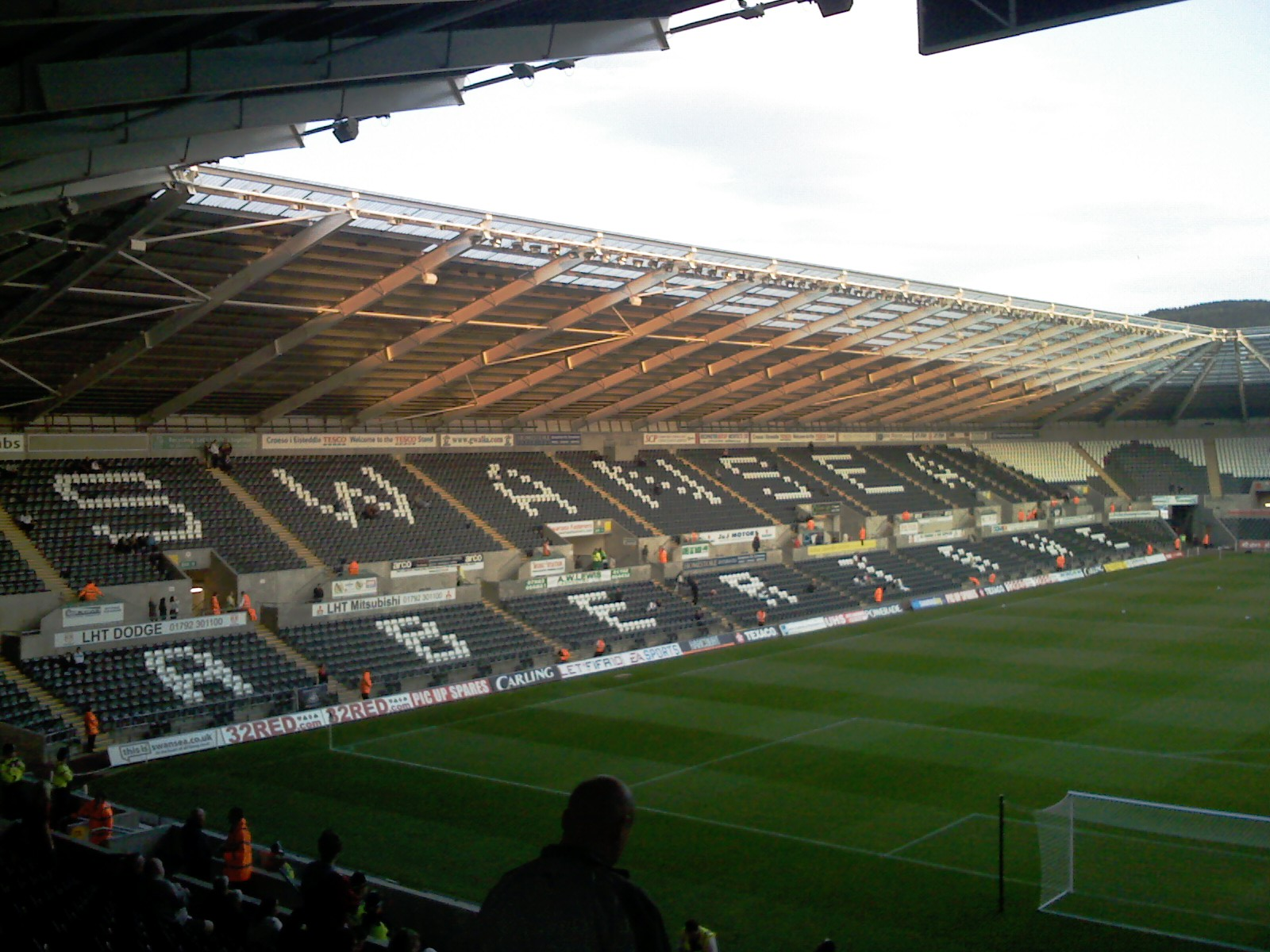